# TSŻ Toruń
Toruńskie Stowarzyszenie Żużlowe – polski klub speedrowerowy z Torunia, jeden z najbardziej utytułowanych w Polsce. Powstał w 1999 roku. Zespół występuje w CS Superlidze, sześciokrotnie zdobył drużynowe mistrzostwo Polski. Ponadto jest klubowym mistrzem Europy z 2008 roku oraz klubowym wicemistrzem świata z 2009 roku.

## Historia
W 1999 roku Jacek Gajewski, działacz i menedżer żużlowy, wraz z grupą innych osób powiązanych bliżej z żużlem w Grodzie Kopernika postanowił stworzyć drugi klub żużlowy w Toruniu. Ta próba ostatecznie spełzła na niczym, jednakże twór powstał. Wieść o tym dotarła do Aleksandra Zielińskiego, pierwszego torunianina startującego w imprezach speedrowerowych na arenie ogólnopolskiej.
Rozmowy Zielińskiego z Gajewskim przyniosły pożądany efekt i Toruńskie Stowarzyszenie Żużlowe stało się klubem speedrowerowym, a sam Jacek Gajewski przez 8 lat piastował urząd prezesa stowarzyszenia. Za nieformalne zawiązanie drużyny przyjąć można I Otwarte Indywidualne Mistrzostwa Torunia, które miały miejsce w 1999 roku na torze ulokowanym tuż obok Dworca Wschodniego.

## Tor
Tor znajduje się przy ulicy Bielańskiej 66 na terenie MotoParku Toruń (w sąsiedztwie Motoareny). Rekordzistą toru o długości 64 m jest Paweł Cegielski, który 17 czerwca 2018 roku pokonał 4 okrążenia w czasie 40,69 sek.

## Osiągnięcia
Drużynowe mistrzostwa Polski:
- 1. miejsce (6) – 2005, 2010, 2013, 2017, 2022, 2023
- 2. miejsce (8) – 2004, 2007, 2008, 2009, 2011, 2012, 2014, 2016
- 3. miejsce (4) – 2006, 2015, 2021, 2024[3]

Klubowe mistrzostwa świata:
- 2. miejsce (1) – 2009

Klubowe mistrzostwa Europy:
- 1. miejsce (1) – 2008
- 2. miejsce (1) – 2013
- 3. miejsce (3) – 2005, 2012, 2016

Drużynowy Puchar Polski:
- 1. miejsce (6) – 2002, 2005, 2008, 2010, 2015, 2016
- 2. miejsce (4) – 2009, 2011, 2012, 2014
- 3. miejsce (3) – 2001, 2004, 2017

Mistrzostwa Polski par klubowych:
- 1. miejsce (3) – 2010, 2011, 2017
- 2. miejsce (5) – 2007, 2008, 2009, 2014, 2016
- 3. miejsce (1) – 2013

Drużynowe mistrzostwa Polski młodzieżowców:
- 1. miejsce (2) – 2017, 2022
- 2. miejsce (3) – 2012, 2015, 2016

Mistrzostwa Polski par klubowych młodzieżowców:
- 1. miejsce (1) – 2017
- 3. miejsce (3) – 2013, 2015, 2022

Drużynowe mistrzostwa Polski juniorów:
- 1. miejsce (6) – 2001, 2005, 2012, 2015, 2017, 2022
- 2. miejsce (5) – 2006, 2007, 2011, 2013, 2016

Mistrzostwa Polski par klubowych juniorów:
- 1. miejsce (1) – 2006
- 2. miejsce (3) – 2001, 2007, 2017
- 3. miejsce (1) – 2022

Drużynowe mistrzostwa Polski kadetów:
- 1. miejsce (1) – 2011
- 2. miejsce (2) – 2015, 2016
- 3. miejsce (1) – 2014

Mistrzostwa Polski par klubowych kadetów:
- 2. miejsce (1) – 2016
- 3. miejsce (2) – 2012, 2015

Drużynowe Mistrzostwa Polski Młodzików:
- 3. miejsce (2) – 2018, 2022

Mistrzostwa Polski par klubowych młodzików:
- 3. miejsce (2) – 2011, 2022

Drużynowe Mistrzostwa Polski Żaków:
- 2. miejsce (1) – 2022

Mistrzostwa Polski Par Klubowych Kobiet:
- 2. miejsce (1) – 2022

## Zawodnicy

### Kadra 2023
Weterani:
- Aleksander Zieliński

Seniorzy:
- Dawid Bas
- Kenzie Bennett
- Adam Bożejewicz
- Remigiusz Burchardt
- Karol Krajewski
- Zac Payne
- Artur Pisarek
- Arkadiusz Szymański (kapitan)
- Noah Woodhouse

Młodzieżowcy:
- Bartosz Fryckowski
- Jakub Kościecha
- Szymon Rząd
- Jakub Sawiński
- Fryderyka Wojciechowska
- Borys Wojciechowski

Juniorzy:
- Filip Kowalski
- Aleksander Młynarczyk
- Adrian Olkowski
- Dawid Pawski
- Kosma Syrkowski